# 大日寺 (千葉市)
大日寺（だいにちじ）は、千葉県千葉市稲毛区轟町にある真言宗豊山派の寺院。山号は阿毘盧山。院号は密乗院。詳しくは、阿毘盧山密乗院大日寺と称する。本尊は大日如来。

## 由緒
鎌倉時代の僧忍性が下総国馬橋（現在の千葉県松戸市馬橋万満寺付近）に創建したのに始まるという。その後、千葉氏によって現在の千葉市中央区中央1丁目千葉神社南側にある通町公園付近に移されたとされ、以後千葉氏の帰依と得た。江戸時代には江戸幕府から朱印状を与えられていた。第二次世界大戦末期の空襲により焼失し、戦後現在の千葉市稲毛区轟町に移転、再建された。

## 文化財

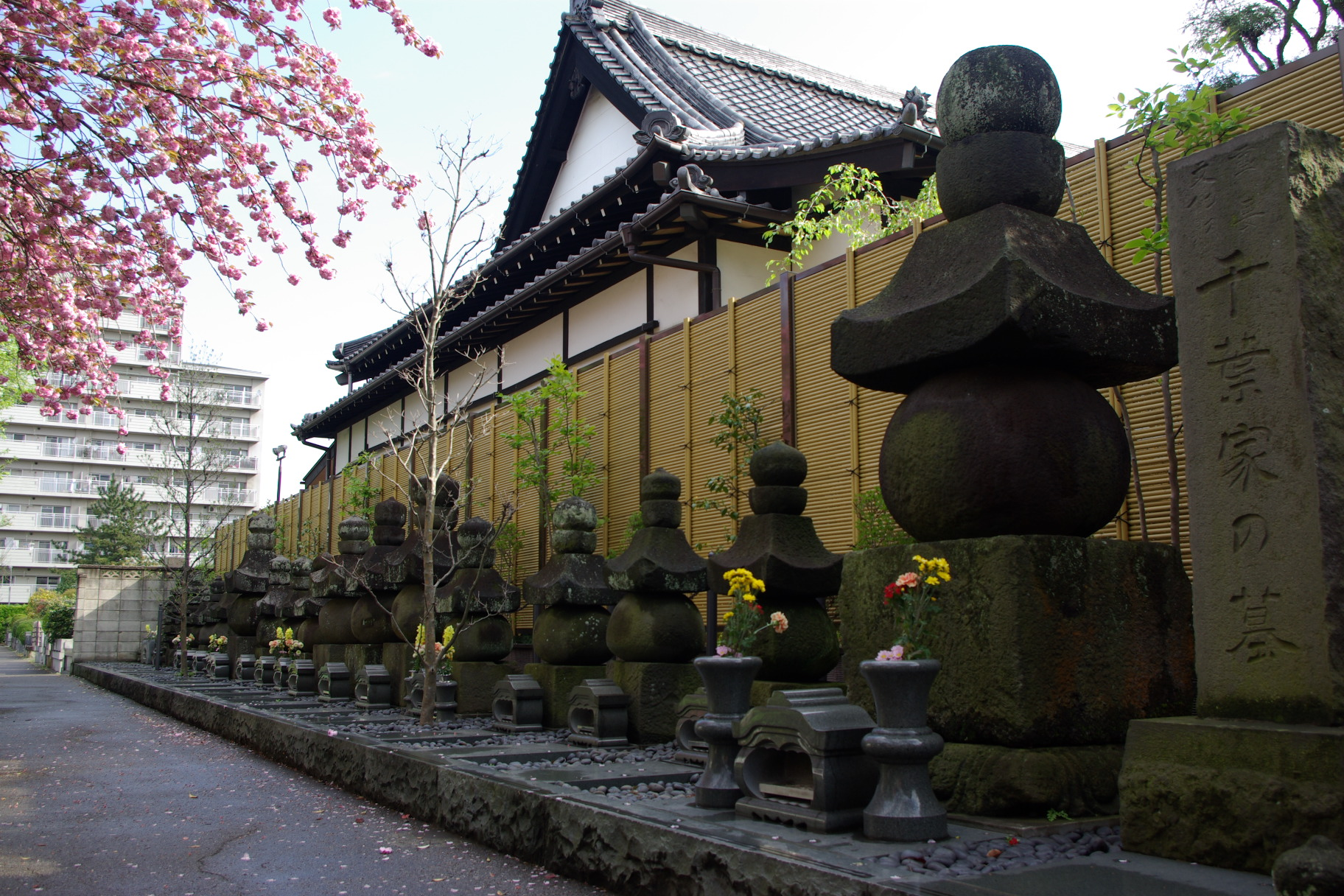
千葉氏累代の墓碑

- 市指定文化財
  - 千葉氏累代の墓碑

## 所在地
- 千葉県千葉市稲毛区轟町2-1-27